# Frankia
Frankia er en slægt af kvælstoffikserende, filamentdannende bakterier, som lever i symbiose med aktinorrhizaplanter, svarende til Rhizobia bakterierne, som findes i rodknolde hos bælgplanterne. Bakterier af denne slægt danner også rodknolde.
Slægten Frankia blev navngivet i 1886 af Jørgen Brunchorst til ære for den svejtsiske mikrobiolog, A. B. Frank. Brunchorst anså den organisme, han havde identificeret, for en tråddannende svamp. Becking omdefinerede slægten i 1970 ud fra ny viden om, at den rummer prokaryotiske bakterier og skabte familien Frankiaceae inden for ordenen Actinomycetales. Han bibeholdt dog det oprindelige navn, Frankia, for slægten.

## Oversigt
Frankia alni er den eneste navngivne art i denne slægt, men der er rigtigt mange varianter, som er specialiserede på forskellige plantearter. Bakterierne er tråddannende og omdanner atmosfærisk kvælstof til ammonium i en proces, der kaldes kvælstoffiksering. Det gør de, mens de lever inde rodknolde på aktinorrhiza-planter. Bakterien kan dække alt eller det meste af værtplantens kvælstofbehov. Det medfører, at aktonorrhizaplanter kan kolonisere og trives på jorde, der er næringsfattige.
Adskillige Frankia genomer er nu kendte, og det kan måske hjælpe med at afklare, hvordan symbiosen mellem planten og bakterien blev udviklet, hvordan de geografiske og miljømæssige tilpasninger opstod, og hvordan forskelligartetheden i stofskifte og genflowet blandt prokaryotiske organismer er foregået.

## Symbionte slægter
- Bøge-ordenen
  - Birke-familien
    - El

  - Pors-familien
    - Pors
    - Bregnepors
- Græskar-ordenen
  - Garvebusk-familien
    - Garvebusk

  - Datiscaceae
    - Datisca
- Rosen-ordenen
  - Jerntræ-familien
    - Gymnostoma
    - Jerntræ
    - Allocasuarina
    - Ceuthostoma

  - Sølvblad-familien
    - Sølvblad
    - Havtorn
    - Bøffelbær

  - Korsved-familien
    - Colletia
    - Discaria
    - Kenthrothammus
    - Retanilla
    - Telguenea
    - Trevoa
    - Ceanothus

  - Rosen-familien
    - Rypelyng
    - Purshia
    - Cowaniana
    - Cercocarpus
    - Chamaebatia

## Eksterne links
- Frankia & aktinorhizaplanter Arkiveret 6. august 2018 hos  Wayback Machine